# 阿姆達萊
阿姆達萊（英語：Amdalai）是西非國家甘比亞西部的城鎮，位於西部區的北孔博。根據2008年所做的人口調查顯示，居住於阿姆達萊的總人口數量為1,245人。